# 麦克马伦 (阿拉巴马州)
麦克马伦（英文：McMullen），是美国阿拉巴马州下属的一座城镇。面积约为0.11平方英里（约合0.28平方公里）。根据2010年美国人口普查，该市有人口10人，人口密度为90.91/平方英里（约合35.71/平方公里）。